# Simas Buterlevičius
Simas Buterlevičius, né le 18 avril 1989 à Vilnius, est un joueur lituanien de basket-ball.